# 가면라이더 가부토
가면라이더 가부토 또는 가면라이더 카부토(일본어:  仮面ライダーカブト 카멘라이다 카부토[*])는 일본 토에이가 제작한 2000년대 가면라이더 시리즈 7번째 작품으로, 2006년 1월 29일부터 2007년 1월 21일까지 일본 TV 아사히에서 방영되었다. 캐치프라이즈는 "하늘의 길을 걸으며 모든 것을 주관한다"(일본어: 天の道を往き、総てを司る! 텐노 미치오 아루키, 스베테오 츠카사도루[*])와 "내가 정의"(일본어: 俺が正義 오레가 세이기[*])이다.

## 마스크드 라이더 시스템
젝터(Zecter, 일본어: ゼクター 제쿠타[*]) 또는 마스크드 라이더 시스템(일본어: マスクドライダーシステム 마스쿠도 라이다 시스테무[*], "가면라이더 시스템")은 젝트와 35년 전에 먼저 지구에 도착한 네이티브 웜들이 개발한 강화 전투복으로, 클락 업을 사용하는 웜들과 대등하게 싸우기 위해 개발되었다. 젝터로부터 직접 선택된 적합자가 젝터를 사용하여 변신하는데, 번데기 형태로 위력을 억제하는 마스크드 폼(Masked form, 일본어: マスクドフォーム 마스쿠도 훠무[*])이 기본 형태이며, 타키온 입자를 방출하여 빠른 속도로 움직이는, 클락 업(Clock up, 일본어: クロックアップ 쿠롯쿠 앗푸[*])을 사용할 수 있는 라이더 폼(Rider form, 일본어: ライダーフォーム 라이다 훠므[*])으로 변형할 수 있다.
곤충의 생김새를 바탕으로 하고 있는, 젝터의 갈래 수는 여덟개이며 각각 여덟 갈래의 가면라이더로 변신한다.
- 가부토(카부토)
- 자비(TheBee)
- 드레이크
- 사소드
- 가탁크(Gatack)
- 킥호퍼
- 펀치호퍼
- 다크 가부토
- 헤라쿠스(Heracus)
- 코카서스(Caucasus)
- 케타로스

이 밖에 장착자를 하이퍼 폼으로 변신시키는 하이퍼 젝터와 하이퍼 폼 상태의 라이더를 지원하는 퍼펙트 젝터가 존재한다. 퍼펙트 젝터는 기존의 젝터들을 장착함으로써 여러 종류의 필살기를 사용할 수 있다. 하이퍼 폼은 가부토만 변신하였으나, 하이퍼 배틀 DVD에서는 가탁크도 하이퍼 폼으로 변신한다.

## 등장인물
- 텐도 소우지/가면라이더 가부토 배우:미즈시마 히로 (한국성우:김승준)

- 가가미 아라타/가면라이더 자비/가면라이더 가탁크 배우:사토 유우키 (한국성우:엄상현)

- 카게야마 슌/가면라이더 자비/가면라이더 펀치호퍼 배우:우치야마 마사토 (한국성우:신용우)

- 카미시로 츠루키/가면라이더 사소드 배우:야마모토 유스케 (한국성우:이원상)

- 카자마 다이스케/가면라이더 드레이크 배우:카토 카즈키 (한국성우:임진응)

- 야구루마 소우/가면라이더 자비/가면라이더 킥호퍼 배우:토쿠야마 히데노리 (한국성우:변현우)

- 의태 텐도 소우지/가면라이더 다크가부토 배우:미즈시마 히로 (한국성우:김승준)

- 쿠사카베 히요리 배우:사토나카 유이 (한국성우:민지)

- 텐도 쥬카 배우:오쿠무라 나츠미 (한국성우:여민정)

- 타카토리 렌게 배우:테시마 유카 (한국성우:김필진)

- 카가미 료/벨크리케터스 웜 배우:사사키 카즈노리 (한국성우:최창석)

## 웜 군단(시부야 운석군 에리어x)
- 노기 레이지/캇시스 웜 배우:사카구치 타쿠 (한국성우:홍승표)

- 마미야 레나/우카 웜 배우:미와 히토미 (한국성우:임주현)

## 주제가.삽입곡
오프닝
NEXT LEVEL - 노래:YU-KI
엔딩
FULL FORCE (2화~) - 노래:Rider chips
LORD OF SPEED (33화~) - 노래:Rider chips featuring가가미 아라타

## 수출
2008년 대한민국에 "가면라이더 가부토"라는 제목으로 수출되었다.